# Леклерк, Фуд
Ферна́н Урбе́йн Домини́к «Фуд» Лекле́рк (фр. Fernand Urbain Dominic «Fud» Leclercq; 1924, Монлюсон — 20 сентября 2010, Гансхорен) — бельгийский и французский певец, автор песен, аккордеонист, киноактёр и пианист. Четырёхкратный представитель Бельгии на конкурсе песни «Евровидение» (1956, 1958, 1960 и 1962). Его псевдоним образован из первых букв настоящего имени.

## Биография
Родился в 1924 году в Монлюсоне. Сделал карьеру пианиста, аккордеониста, автора песен и певца. Вернувшись в Бельгию, он начал новую карьеру в качестве строительного подрядчика. В 2005 году, бельгийский вещатель RTBF пригласил его на финал национального отбора в качестве «приглашённой звезды».

### «Евровидение»
В 1956 году был выбран бельгийским национальным вещателем INR с песней «Messieurs les noyés de la Seine» и вместе с Мони Марк, которую выбрали второй участницей, стали первыми представителями Бельгии на первом конкурсе песни «Евровидение», проходившем в швейцарском Лугано. Так как, на данном конкурсе был объявлен только победитель, они заняли второе место, наряду со остальными участниками. В 1958 году представил Бельгию во второй раз с песней «Ma petite chatte», заняв пятое место с 8 баллами. В 1960 году представил Бельгию в третий раз с песней «Mon amour pour toi», заняв шестое место с 9 баллами. В 1962 году представил Бельгию в последний четвёртый раз с песней «Ton nom», заняв последнее место и ни получив не одного балла. После чего, завершил свою музыкальную карьеру.

### Последние годы и смерть
Скончался 20 сентября 2010 года в Гансхорене в возрасте 85-86 лет. В последние годы был на пенсии и проживал в Брюсселе.

## Дискография

### Синглы
- 1956 — «Messieurs les noyés de la Seine»
- 1958 — «Ma petite chatte»
- 1960 — «Attrap'ça»
- 1960 — «Chin chin»
- 1960 — «Il y a bien longtemps»
- 1960 — «La java sans tralala»
- 1960 — «Ma Fête à Moi»
- 1960 — «Mon amour pour toi»
- 1960 — «Voulez-vous Danser avec Moi?»
- 1962 — «Ton nom»

## Фильмография
- 1960 — «Cocktail aus Schwarz und Weiß»
- 1960 — «Dans ma rue»
- 1960 — «Minnen aan het minnewater»
- 1960 — «Ein Stern fällt vom Himmel»
- 1960 — «Rue de la gaîté»
- 1961 — «Musik aus Studio B»
- 1962 — «De wereld van Charles Trenet»
- 1962 — «Frankfurter Palette»
- 1962 — «L'escarpolette»
- 1962 — «Sonne - und noch Meer»
- 1963 — «Festival-album»
- 1963 — «Perpetuum Musicale — Eine Revue ohne Aufenhalt»
- 1963 — «Strandgeflüster»
- 1963 — «Suite en 16»
- 1964 — «So viel Schwung»
- 1967 — «Melodies-souvenirs»
- 1986 — «BBC Young Musician»